# Ірапуато
Ірапуато (ісп. Irapuato) — місто і адміністративний центр однойменного муніципалітету штаті Гуанахуато, Мексика. Чисельність населення, за даними перепису 2010 року, склала 380 941 осіб.

## Загальні відомості
Назву Irapuato з мови тараско можна перевести як місце приземкуватих будинків.
Місто було засноване в 1589 році Рамоном Баррето де Табором як сільська громада Сан-Маркос-Ірапуато. У 1826 році отримує статус села і скорочує свою назву до сучасного Ірапуато. Статус міста набуває в 1893 році.
Місто було гірничим центром видобутку золота та срібла.
Розвинута харчосмакова, текстильна, нафтопереробна, хімічна промисловість, дублення шкір, виробництво взуття.

## Клімат
| Клімат Ірапуато         | Клімат Ірапуато | Клімат Ірапуато | Клімат Ірапуато | Клімат Ірапуато | Клімат Ірапуато | Клімат Ірапуато | Клімат Ірапуато | Клімат Ірапуато | Клімат Ірапуато | Клімат Ірапуато | Клімат Ірапуато | Клімат Ірапуато | Клімат Ірапуато |
| Показник                | Січ.            | Лют.            | Бер.            | Квіт.           | Трав.           | Черв.           | Лип.            | Серп.           | Вер.            | Жовт.           | Лист.           | Груд.           | Рік             |
| Абсолютний максимум, °C | 31,0            | 35,0            | 35,0            | 38,0            | 42,1            | 38,0            | 35,0            | 32,0            | 34,0            | 33,5            | 33,0            | 32,0            |                 |
| Середній максимум, °C   | 24,4            | 26,3            | 29,1            | 31,1            | 32,3            | 30,2            | 28,2            | 28,0            | 27,5            | 27,1            | 26,3            | 24,9            | 28,0            |
| Середня температура, °C | 15,2            | 16,7            | 19,4            | 21,8            | 23,7            | 23,2            | 21,6            | 21,4            | 20,9            | 19,5            | 17,5            | 15,9            | 19,7            |
| Середній мінімум, °C    | 6,0             | 7,1             | 9,6             | 12,5            | 15,1            | 16,1            | 15,1            | 14,9            | 14,3            | 11,8            | 8,7             | 6,9             | 11,5            |
| Абсолютний мінімум, °C  | −3              | −2,5            | 0,0             | 4,0             | 5,0             | 10,0            | 6,5             | 9,0             | 4,8             | 2,0             | 0,0             | −2              |                 |
| Норма опадів, мм        | 11.5            | 4.6             | 3.8             | 10.0            | 30.5            | 116.5           | 164.3           | 141.7           | 105.9           | 37.9            | 9.6             | 8.2             | 644.5           |
| Днів з опадами          | 1,6             | 1,2             | 1,1             | 2,0             | 4,8             | 10,8            | 15,3            | 14,1            | 10,1            | 4,3             | 1,5             | 1,8             | 68,6            |
| ----------------------- | --------------- | --------------- | --------------- | --------------- | --------------- | --------------- | --------------- | --------------- | --------------- | --------------- | --------------- | --------------- | --------------- |

## Галерея
|  |  |  |
|  |  |  |